# 僱員再培訓局

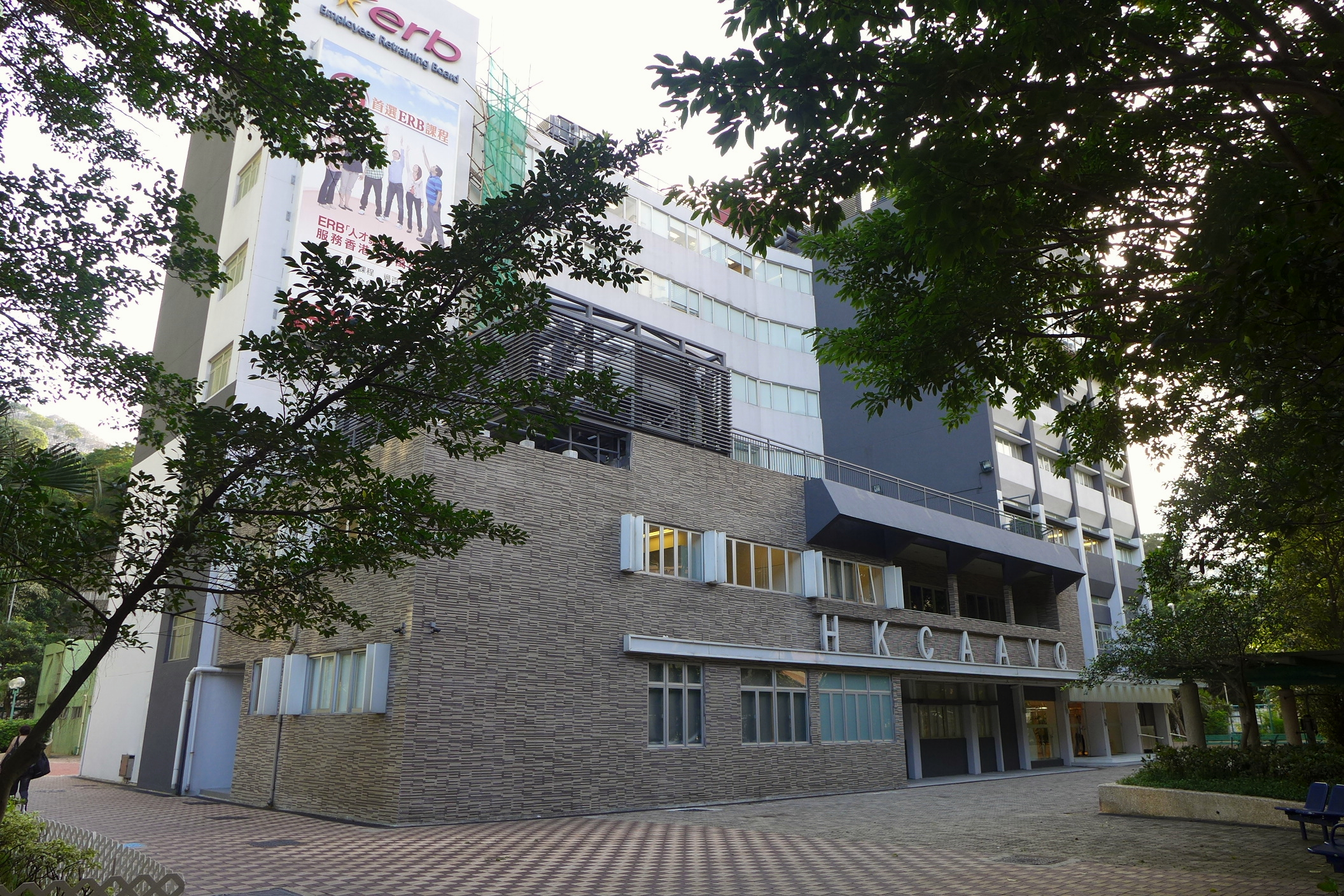
僱員再培訓局位於小西灣的總部

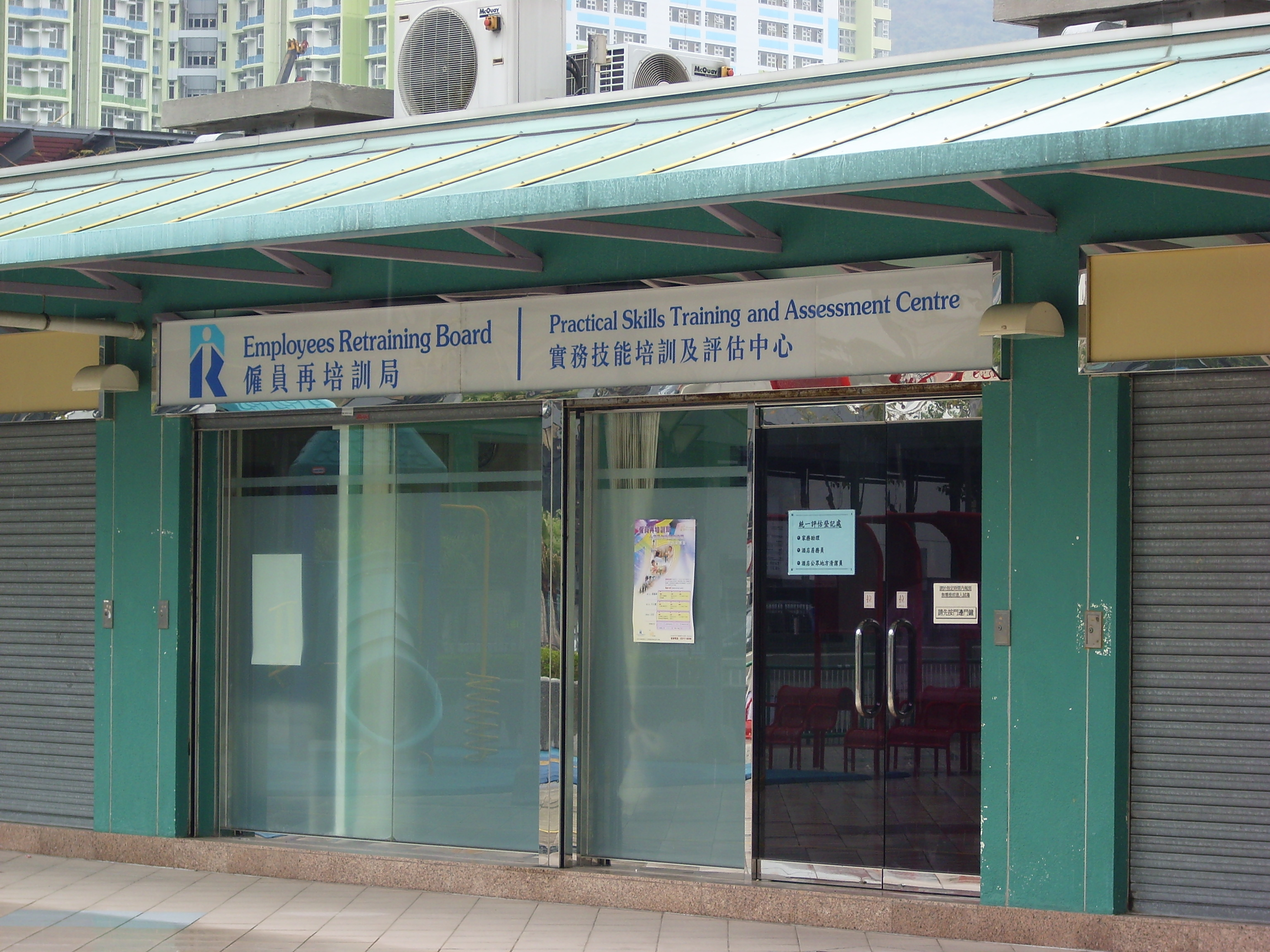
僱員再培訓局實務技能培訓及評估中心

僱員再培訓局（英語：Employees Retraining Board），縮寫為ERB，是香港的法定機構，根據香港法例《僱員再培訓條例》於1992年10月16日成立，專門負責為香港的合資格僱員提供技術訓練，以協助他們應付香港經濟結構轉型，並協助他們重新投入就業市場。現任主席是黃傑龍先生。辦公時間為：星期一至五，上午九時至晚上七時；星期六、日及公眾假期休息。《2024年施政報告》提出改革僱員再培訓局，加強本地勞工培訓的政策措施，2025年起課程不設學歷上限。

## 課程範疇
| - 金融服務 - 房地產 - 商科 - 物流 - 資訊科技 - 酒店 - 旅遊業 | - 零售業 - 飲食 - 美容 - 理髮 - 保安及物業管理 - 家務助理 - 中醫保健 | - 商業設計 - 印刷出版 - 裝修 - 汽車修理 - 職業英語 - 普通話 - 求職技巧 |

## 提供培訓機構
| - 香港明愛 - 香港城市大學專業進修學院 - 香港都會大學李嘉誠專業進修學院 - 香港中文大學專業進修學院 - 港專機構有限公司 - 香港科技專上書院 - 香港伍倫貢學院 - 港鐵學院（香港）有限公司 - 嶺南大學持續進修學院 - 職業訓練局 - 香港理工大學活齡學院 - 嶺南大學亞太老年學研究中心 - 製衣業訓練局 - 香港仔街坊福利會有限公司 - 香港民主民生協進會 - 香港標準舞總會有限公司 - 香港護理學院 - 香港職業發展服務處有限公司 - 香港聖公會福利協會有限公司 | - 香港循理會 - 香港童軍總會童軍知友社 - 香港工會聯合會 - 香港各界婦女聯合協進會有限公司 - 香港傷殘青年協會 - 港九金飾珠寶業職工會 - 聖公會聖匠堂社區中心 - 香港商業專科學校 - 基督教靈實協會 - 基督教勵行會 - 醫院診所護士協會 - 星廚管理學校 - 香島專科學校 - 工業福音團契有限公司 - 離島婦聯有限公司 - 葵協社區教育拓展中心有限公司 - 葵涌醫院－醫院管理局 - 香港機電專業學校(夜校) - 物流從業員工會 - 香港老年學會 | - 李暉武術文化中心 - 路德會真道堂青年中心 - 循道衞理中心 - 香港人才培訓中心有限公司 - 香港心理衞生會 - 香港駕駛學院有限公司 - 蒙妮坦美髮美容學院 - 鄰舍輔導會 - 新家園協會有限公司 - 新生精神康復會 - 新界社團聯會再培訓中心有限公司 - 街坊工友服務處 - 職業安全健康局 - 瑪嘉烈醫院 - 香港普通話研習社 - 伊利沙伯醫院–醫院管理局 - 香港紅十字會 - 印刷科技研究中心有限公司 - 機電工程協會(香港)有限公司 - 港九電器工程電業器材職工會 - 香港婦女中心協會 | - 香港復康力量 - 香港善導會 - 香港聖約翰救護機構 - 香港聖公會麥理浩夫人中心 - 香港復康會 - 香港旅遊業議會 - 香港導遊總工會 - 香港工人健康中心有限公司 - 香港青年協會 - 香港基督教青年會 - 香港基督教女青年會 - 皇家國際教育學院 - 龍耳有限公司 - 聖雅各福群會 - 華夏國際中醫學會有限公司 - 青年會專業書院 - 循道衞理楊震社會服務處 - 仁愛堂有限公司 - 胡芬妮髮型美容教育中心 - 港九勞工社團聯會 - 基督教香港信義會 - 工程及醫療義務工作協會 - 浸信會愛羣社會服務處 |

## 歷任主席
- 黃秉槐，MBE，JP（1992年—1995年）
- 譚耀宗，GBS，JP（1995年—2005年3月31日）
- 田北辰，BBS，JP（2005年4月1日—2009年3月31日）
- 伍達倫博士，BBS，JP（2009年4月1日—2013年1月14日）（任內病逝）
- 梁永祥，BBS，JP（2013年1月15日—2019年3月31日）
- 余鵬春，SBS，JP（2019年4月1日—2025年3月31日）
- 黃傑龍，SBS，JP（2025年4月1日—）

## 技術顧問
- 技術顧問 （页面存档备份，存于）

```
 物業管理及保安技術顧問
```

鄭韋諾博士 麥億昌博士

## 外部連結
- 僱員再培訓局 （页面存档备份，存于）
- 明報：再培訓局報讀人數